# Giovanni Battista Multedi
Giovanni Battista Moretovel Multedi, Ordensname Giovanni Battista Maria di Santa Teresa OCD, (* 6. Oktober 1673 in Alassio, Provinz Savona; † 6. April 1750 in Verapoly, Indien)  war ein italienischer Karmelit und Missionsbischof in Indien.

## Leben
Multedi trat 1691 in die genuesische Ordensprovinz der Unbeschuhten Karmeliten ein, deren Generalpräpositus Bonaventura Multedi sein Bruder war. 1704 in die Indienmission nach Groß-Mogul (heute Bombay) entsandt, war er zunächst in Goa tätig und ging nach der Ausweisung der italienischen Karmeliten aus Goa durch die portugiesische Kolonialmacht 1709 in das unter britischer Oberhoheit stehende Karwar (Sunkeri) in Karnataka. Papst Clemens XI. ernannte ihn am 1. Februar 1714 zum Apostolischen Vikar von Malabar (1709 umbenannt in Verapoly) und Titularbischof von Limyra.  Sein Ordensbruder Antonio Baistrocchi (Maurizio di Santa Teresa OCD), Apostolischer Vikar von Groß Mogul, weihte ihn jedoch erst am 4. April 1717 zum Bischof. Diese Verzögerung war wahrscheinlich durch den 1715 ausgebrochenen zweiten Krieg mit dem Samorin (König) verursacht. 
Er selber weihte 1732 bzw. 1746 seine Mitbrüder Pietro Maurizio Gagna und Johann Anton Stradmann zu Bischöfen. Er blieb bis zu seinem Tod 1750 im Amt.
Multedi verfasste eine Grammatik und ein Wörterbuch in Malayālam, der malabarischen Sprache, die aber beide verschollen sind.